# Mindy Jostyn
Mindy Jostyn (* 5. Juni 1956 in Long Island City; † 10. März 2005 in Hudson, New York) war eine US-amerikanische Sängerin und Multiinstrumentalistin.
Jostyn wuchs in San José (Kalifornien) und Wellesley (Massachusetts) auf.  Mit 11 Jahren gründete sie ihre erste Band, The Tigers.
Ihr musikalischer Schwerpunkt lag im Folkrock-/Popbereich. Sie spielte unter anderem Violine, Gitarre und Mundharmonika. Vor ihrer Solokarriere war sie eine gefragte Begleitmusikerin von Künstlern wie Joe Jackson, Billy Joel, Cyndi Lauper, Jon Bon Jovi und Shania Twain. 1992–93 war sie festes Mitglied bei The Hooters.
Jostyn war mit Jacob Brackman verheiratet, einem US-amerikanischen Journalisten, Autor und Songtexter. 2005 starb Mindy Jostyn im Alter von 48 Jahren an den Folgen einer Krebserkrankung.

## Diskografie Soloalben
- Five Miles From Hope (1995)
- Cedar Lane (1997)
- In His EYES (1998)
- Blue Stories (2001)
- Coming Home (2005)

## Andere Aktivitäten
Sie begleitete folgende Künstler auf deren Tourneen und agierte dabei als Backgroundsängerin, spielte Violine, Mandoline, Akustische Gitarre, Mundharmonika etc.:
- Carly Simon (1996–2005)
- Cyndi Lauper "Sisters of Avalon"-Tour in Japan (1996)
- Andreas Vollenweider World Tour (1995)
- John Mellencamp "Dance Naked"-Tour (1994)
- Joe Jackson "Laughter and Lust" World Tour (1991)
- Billy Joel "Storm Front" World Tour (1989–1990)

Bei folgenden Künstlern wirkte sie bei Plattenaufnahmen bzw. Sessions verschiedener Titel mit:
- Pat Benatar
- Shania Twain
- Jon Bon Jovi
- Kate Taylor
- John Waite
- Chaka Khan

Auf folgenden Alben ist sie durchgängig zu hören:
- Donald Fagen – Kamakiriad (1993)
- The Hooters – Out of Body (1993)
- The Hooters – The Hooters Live (1994)
- John Waite – When You Were Mine (1997)
- Carly Simon – Film Noir (1997)
- Andreas Vollenweider – Kryptos Columbia (1997)
- Andreas Vollenweider – Cosmology (2000)